# Джон Уилкс Бут
Джон Уилкс Бут (на английски: John Wilkes Booth, 10 май 1838 – 26 април 1865 г.) е американски актьор, борец за независимостта на Южните щати, убиец на президента Ейбрахам Линкълн.

## Биография
Семейството на Бут е свързано с театралната сцена. Неговият баща Джуниус Бут (1796 – 1852) прави дебюта си през 1815 г. в Лондон. Играе в театри „Ковънт Гардън“ и „Дръри Лейн“ (ролята на Отело). През 1821 бащата Джуниус емигрира в САЩ заедно с Мери Ан Холмс, изоставяйки жена си и сина си в Англия. Установяват се около 1822 в близост до Бел Еър, Мериленд и имат 10 деца, но много от тях умират от дребна шарка. Джуниус бързо намира реализация като актьор на шекспирови роли и в един момент е най-известният актьор в САЩ. По-големият му син Едуин Бут (1833 – 1893) става известен също с изпълнението на шекспирови роли, като особена популярност добива в трагедията „Хамлет“, изиграва я над 100 пъти и прави успешни турнета в САЩ и Европа. Джон Бут продължава семейната традиция и също играе в шекспирови постановки, като прави своя дебют на 17 години. Въпреки че бързо добива известност, той иска да излезе от сянката на брат си и да стане по-популярен от него. В известна степен успява.
След избухването на войната между Севера и Юга (1861 г.) животът на Джон се преобръща. Популярността му започва да намалява. Кариерата му тръгва надолу. Като типичен южняк той е против Севера и против правителството и президента. В очите на Бут президентът Линкълн е главният виновник за войната и съответно главният виновник за несгодите на Юга, част от който е и Бут. По време на войната Джон Бут става таен агент и участва в антиправителствена конспирация с първоначална цел – отвличане на президента. Впоследствие целта се променя – убийство на президента и на ключови членове на правителството.
На 14 април 1865 г. Бут получава своя шанс. Ейбрахам Линкълн посещава пиесата „Нашия американски братовчед“ във вашингтонския Театър на Форд. Бут се промъква зад балкона на президента и изчаква най-смешната реплика в пиесата, с надеждата смехът да заглуши изстрела. Когато публиката започва да се смее, Джон Бут произвежда един-единствен изстрел в главата на Линкълн, след което извиква „Sic semper tyrannis!“ („Това застига тираните!“). Изречението е мото на щата Вирджиния и се приписва на Марк Юний Брут. Според някои Бут извиква и „Юга е отмъстен!“ и скача от балкона на сцената долу. След като се приземява, шпората на обувката му се закача в американския флаг, той се спъва и чупи крака си.
Въпреки своето нараняване, Бут успява да се добере до коня си и да избяга, а смъртно раненият и парализиран президент е занесен до къща от другата страна на улицата, където остава в кома за известно време и след това умира. Ейбрахам Линкълн е обявен официално за мъртъв в 7:22 на следващата сутрин – 15 април 1865 година (Великден). След като го вижда мъртъв, военният министър Едувин Стентън промълвява „Сега той принадлежи на вечността“.
На 26 април 1865 г. Бут е обкръжен и застрелян в един хамбар. Последните думи, които казва, са: „Кажи на майка ми, че умрях в борбата за своята страна“.